# Makilingia frontalis
Makilingia frontalis är en insektsart som beskrevs av Baker 1924. Makilingia frontalis ingår i släktet Makilingia och familjen dvärgstritar. Inga underarter finns listade i Catalogue of Life.